# Maren Knebel
Maren Knebel (* 3. Juni 1985 in Karlsruhe) ist eine deutsche Kanutin und Doppel-Weltmeisterin.
Im Alter von elf Jahren begann Knebel bei den Rheinbrüdern Karlsruhe mit dem Kanufahren. Für die Rheinbrüder Karlsruhe gewann sie die Bronzemedaille bei den Weltmeisterschaften 2005 im Vierer-Kajak über 1000 m. 2007 schaffte sie die Qualifikation für die A-Nationalmannschaft und vertrat Deutschland im K4 der Damen bei den Weltmeisterschaften in Duisburg. Dort gewann sie dann beide Titel im K4 über 200 m und 500 m.
Im Jahr 2008 verpasste Knebel mit schwachen Ergebnissen bei der nationalen Qualifikation die Nominierung für die Olympischen Spiele in Peking. Sie habe „nicht genügend dafür getan“, um in China dabei zu sein, sagte ihr Heimtrainer Detlef Hofmann. Sie verlor die Förderung durch die Deutsche Sporthilfe ebenso wie ihre Anstellung bei der Bundeswehr und ging zum Training nach England. Um ihren Lebensunterhalt zu bestreiten, jobbte sie als Bedienung bei Starbucks. Sie wollte zukünftig für den englischen Kanu-Verband an den Start gehen, ihr Ziel war die Einbürgerung und die Teilnahme an den Olympischen Sommerspielen 2016. Ihr Vorhaben scheiterte, schon 2011 kehrte sie nach Deutschland zurück.
Seit 2013 ist sie als Trainerin tätig, seit Anfang 2024 als Bundestrainerin der Juniorinnen im Deutschen Kanuverband. Von 2018 bis 2021 studierte sie an der Trainerakademie Köln.
Sie lebt in Grünwinkel.